# Monophadnoides geniculatus
Monophadnoides geniculatus är en stekelart som först beskrevs av Hartig.  Monophadnoides geniculatus ingår i släktet Monophadnoides och familjen bladsteklar. Inga underarter finns listade i Catalogue of Life.